# Johannes Luyben
Johannes Lambertus Antonius Luyben (ook: Luijben) (ged. Delft, 14 december 1786 – 's-Hertogenbosch, 15 september 1859) was een Nederlandse jurist en politicus. Hij was een zoon van bierbrouwer Andreas Luijben (1757-1794) en Maria Catharina de Visscher (1762-1834). Hij studeerde rechten in het buitenland en is op 6 juli 1810 in Leiden gepromoveerd tot doctor in het Romeins en hedendaags recht. Na zijn promotie vestigde hij zich als advocaat in Waalwijk en vervolgens (in 1813 of 1814) in 's-Hertogenbosch. In 1842 werd hij benoemd tot raadsheer van het Provinciaal Gerechtshof te 's-Hertogenbosch, een functie die hij tot zijn overlijden in 1859 heeft uitgeoefend.

## Politieke loopbaan
In 1817 werd Johannes Luyben gekozen als lid van Provinciale Staten van Noord-Brabant. Hij was tevens lid van Gedeputeerde Staten (1817-1825) en districtscommissaris van Boxtel (1825-1829).
In 1829 verruilde hij de provinciale politiek voor de landelijke. Hij werd in dat jaar lid van de Tweede Kamer voor de provincie Noord-Brabant, wat hij zou blijven tot 1849. Hij behoorde tot de fractie van de financiële oppositie. In het parlementaire jaar 1843/1844 was hij ook voorzitter van de Tweede Kamer.
Na de Grondwetsherziening van 1848 vervolgde hij zijn lidmaatschap van de Tweede Kamer als vertegenwoordiger van het kiesdistrict 's-Hertogenbosch. Hij sloot zich aan bij de conservatief-liberalen. In 1850, 1853, 1854 en 1858 werd hij herkozen als Tweede Kamerlid.

## Huwelijk en gezin
Luyben is op 23 april 1812 in 's-Hertogenbosch getrouwd met Cornelia Jacoba Maria van Roosmalen ('s-Hertogenbosch, 2 februari 1789 – 's-Hertogenbosch, 21 juni 1849). Zij kregen acht kinderen, van wie er vijf jong zijn overleden. Hun drie kinderen die de volwassen leeftijd hebben bereikt, waren:
- Antoinette Cecile Marie Luyben (Waalwijk, 14 februari 1813 – 's-Hertogenbosch, 25 november 1880). Zij is op 15 januari 1840 in 's-Hertogenbosch getrouwd met de jurist en politicus Joannes van der Does de Willebois ('s-Hertogenbosch, 21 maart 1810 – 's-Hertogenbosch, 12 september 1891).[3] Zij kregen elf kinderen. Hun zoon Petrus van der Does de Willebois (1843-1937) was lid van de Gedeputeerde Staten van Noord-Brabant en lid van de Eerste Kamer der Staten-Generaal. Hun dochter Maria Cornelia Adriana Josepha (1844-1923) is op 22 juni 1870 in 's-Hertogenbosch getrouwd met de jurist en politicus Walther Simon Joseph van Waterschoot van der Gracht (1845-1921).
- Aloysius Franciscus Xaverius Luyben ('s-Hertogenbosch, 26 januari 1818 – 's-Hertogenbosch, 9 juni 1902).[4] Hij is op 28 mei 1856 in Geertruidenberg getrouwd met Catharina Maria Anna Stephana Allard (Geertruidenberg, 26 december 1822 – 's-Hertogenbosch, 28 februari 1892). Zij kregen vier kinderen die allen jong zijn overleden.
- Elisabeth Adriana Maria Luyben ('s-Hertogenbosch, 1 november 1824 – Tilburg, 6 september 1885). Zij is op 10 september 1856 in 's-Hertogenbosch getrouwd met de advocaat, notaris en politicus Franciscus Johannes Henricus van Gilse (Roosendaal, 19 augustus 1817 – Roosendaal, 8 juni 1870).[5] Hun huwelijk bleef kinderloos.

- Biografisch Portaal: 03741859
- Digitale Bibliotheek voor de Nederlandse Letteren: luyb002
- International Standard Name Identifier: 0000 0003 9382 4326
- Nederlandse Thesaurus van Auteursnamen: 073339342
- Parlement.com: vg09ll31g3x8
- Virtual International Authority File: 288157717
- WorldCat: E39PBJjMFGy6cbtmK3bYWqfrMP